# Чахи (Мазовецьке воєводство)
Чахи (пол. Czachy) — село в Польщі, у гміні Доманиці Седлецького повіту Мазовецького воєводства.
Населення — 213 осіб (2011).
У 1975-1998 роках село належало до Седлецького воєводства.

## Демографія
Демографічна структура станом на 31 березня 2011 року:
|          | Загалом | Допрацездатний вік | Працездатний вік | Постпрацездатний вік |
| -------- | ------- | ------------------ | ---------------- | -------------------- |
| Чоловіки | 108     | 23                 | 71               | 14                   |
| Жінки    | 105     | 26                 | 56               | 23                   |
| Разом    | 213     | 49                 | 127              | 37                   |